# Sollicitudo Rei Socialis
Sollicitudo Rei Socialis és el nom d'una encíclica del papa Joan Pau II escrita per celebrar el vintè aniversari de Populorum Progressio. Està dividia en sis parts i quaranta-nou seccions i conté part de la doctrina social de l'església.

## Resum
L'encíclica comença fent una anàlisi del document Populorum Progressio, que emmarca dins el context posterior al Concili del Vaticà II. Afirma que en aquella missiva s'explicitava que el desenvolupament dels pobles no ha de deixar de banda el progrés moral. Es continua constatant que molta part de la humanitat viu en situació d'extrema pobresa, quelcom intolerable èticament. El pontífex subratlla que l'analfabetisme perpetua aquesta situació, així com els mercats que funcionen de manera gairebé automàtica. La misèria resultant es manifesta en la falta d'accés a l'habitatge, l'atur dels caps de família i les desigualtats entre països. La solució no passa ni pel capitalisme liberal ni pel marxisme. Posteriorment, condemna la tendència dels països a aïllar-se o a combatre l'enemic, criticant la cursa armamentística. També rebutja el control de la natalitat per part dels governs. Al final de les seccions introductòries apunta com a possible solució l'actuació dels organismes internacionals com l'ONU.
La proposta alternativa comença alertant que el consumisme i l'excés de béns no porten a l'autèntic desenvolupament humà. Aquest inclou l'ús dels béns i de les criatures de la Terra, com ja sanciona el Gènesi, però sempre que l'home se sotmeti a la voluntat divina i no oblidi la seva missió al món. Al final de la seva vida, cada persona serà jutjada per veure com ha obrat amb el qual tenia a l'abast i serà condemnada si posa per davant el tenir al ser o no pensa en els altres. Inclou una crida a no malbaratar els recursos naturals amb la qual acaba la quarta part.
Constata que el desenvolupament global no es dona perquè el món viu immers en unes estructures de pecat que perpetuen els responsables polítics. Per superar-les, cal abandonar actituds imperialistes que només busquen el benefici econòmic i treballar per una bona relació entre tots els pobles, basada en la solidaritat. La solidaritat portarà la pau mundial i el Regne de Déu.

## Anàlisi
Aquesta encíclica conté part de la doctrina social de l'Església catòlica, de la qual Joan Pau II afirma explícitament que té un caràcter continuista des dels seus inicis. S'efectua una anàlisi de la política de dos blocs de la Guerra Freda, amb el judici moral de determinats fenòmens, com per exemple les campanyes de control de natalitat.
Malgrat que es declara que l'església es troba entre el comunisme i el capitalisme, posteriorment es justifica aquest darrer sistema amb citacions de la Bíblia, com el Gènesi o la Paràbola dels talents. Insisteix però que ha de ser un capitalisme solidari, on el dret de cada individu i cada nació a prosperar econòmicament no atempti contra el dret dels altres o bé caigui en actes immorals.
Com en altres encícliques de Joan Pau II, l'anàlisi combina una descripció del món contemporani, l'alineament amb les postures doctrinals dels seus predecessors i les cites bíbliques i d'altres encícliques per justificar la conclusió, que es resumeix en la necessitat de la solidaritat i de viure segons l'Evangeli per assolir el desenvolupament de tothom.